# Slag bij Ware Bottom Church
De Slag bij Ware Bottom Church vond plaats op 20 mei 1864 in Chesterfield County Virginia tijdens de Amerikaanse Burgeroorlog. De Zuidelijke eenheden onder leiding van P.G.T. Beauregard vielen de Noordelijke eenheden onder leiding van Benjamin Butler aan bij Ware Bottom Church. De Zuidelijken verdreven de Noordelijke voorposten waarna ze de zogenaamde Howlett Line rond Bermuda Hundred inrichten. Butlers leger zat geblokkeerd waardoor de Zuidelijken versterkingen konden sturen naar Lees leger bij Cold Harbor